# Abutilon reflexum
Abutilon reflexum är en malvaväxtart som först beskrevs av Lamarck, och fick sitt nu gällande namn av Robert Sweet. Abutilon reflexum ingår i släktet klockmalvor, och familjen malvaväxter. Inga underarter finns listade i Catalogue of Life.